# 25 июля
25 июля — 206-й день года (207-й в високосные годы) по григорианскому календарю.
До конца года остаётся 159 дней.
До 15 октября 1582 года — 25 июля по юлианскому календарю, с 15 октября 1582 года — 25 июля по григорианскому календарю.
В XX и XXI веках соответствует 12 июля по юлианскому календарю.

## Праздники и памятные дни
См. также: Категория:Праздники 25 июля

### Национальные
- Дания — Истедское сражение[англ.]
- Испания — День Галисии[англ.]
- Коста-Рика — День Гуанакасте[англ.]
- Тунис — День республики.
- Пуэрто-Рико — День конституции.

### Профессиональные
- Беларусь — День пожарной службы.
- Россия:
  - День сотрудника органов следствия Российской Федерации
  - День речной полиции[2]
  - День работника торговли в 2020 (4-ю суббота июля)
  - День памяти Владимира Высоцкого

### Религиозные
Католицизм
- День поминовения апостола Иакова.

 Православие
- Память мучеников Прокла и Илария (II)[5];
- память преподобного Михаила Малеина́, игумена (962);
- память мучеников Феодора Варяга и сына его Иоанна Печерского, в Киеве (983);
- память преподобного Арсения Новгородского (1570);
- память преподобномученика Симона Воломского, игумена (1641);
- память святой Голиндухи, во Святом Крещении Марии, исповедницы (591)[6];
- память преподобных Иоанна (988) и Гавриила (X) Святогорцев (Грузинская православная церковь);
- празднование в честь иконы Божией Матери «Троеручица» (VIII).

## Именины
- Католические: Христофор, Яков.
- Православные: Антон, Арсений, Вероника, Гавриил, Иван, Мария, Михаил, Фёдор.

## События
См. также: Категория:События 25 июля

### До XIX века
- 326 — Римский император Константин впервые во время празднования отказался от выноса языческих идолов.
- 1139 — Граф Португалии Альфонс I провозгласил себя королём. Португалия стала королевством.
- 1139 — Битва при Оурике.
- 1261 — Византийский император Михаил VIII Палеолог без боя занял Константинополь, восстановив греческий контроль над городом. Не стало Латинской империи, созданной после IV крестового похода.
- 1538 — Основан город Гуаякиль
- 1567 — Основан город Каракас.
- 1587 — В Японии запрещено христианство, иезуитам велено в течение 20 дней покинуть страну.
- 1593 — Генрих Наваррский публично перешёл в католичество.
- 1710 — На Ратушной площади Риги власти города принесли присягу на верность русскому царю Петру I.
- 1729 — Лорды-собственники колонии Каролины официально уступили королю свои права на колонии.

### XIX век
- 1812 — Отечественная война 1812 года: начало боя под Островно (по 27 июля).
- 1814
  - Английский изобретатель Джордж Стефенсон провёл первое испытание паровоза.
  - Англо-американская война: сражение при Ландис-Лейн.
- 1832 — в Петербург привезена Александровская колонна.
- 1848 — первая битва при Кустоце в ходе Австро-итальянской войны.
- 1868 — создана территория Вайоминг (США).
- 1895 — свадьба будущих лауреатов Нобелевской премии Пьера Кюри и Марии Склодовской.

### XX век
- 1907 — русский физик Борис Розинг подал заявку на патент на «Способ электрической передачи изображений на расстояние», то есть телевидение.
- 1908 — начал формироваться один из самых разрушительных тайфунов в истории Гонконга[7].
- 1909 — Луи Блерио перелетел пролив Ла-Манш на самолёте собственной конструкции.
- 1918 — постановление СНК, подписанное Лениным, объявляло антисемитизм «гибелью для рабочей и крестьянской революции».
- 1923 — Карельская трудовая коммуна (автономное областное объединение) получила статус автономной республики Карелия в составе РСФСР.
- 1930 — принято постановление ЦК ВКП(б) о введении всеобщего начального обучения.
- 1937 — ЦК комсомола Украины полностью распущен как контрреволюционный.
- 1941 — нацистами создано Витебское гетто.
- 1943 — в результате переворота был смещён и арестован глава итальянских фашистов Бенито Муссолини. Новым главой правительства был назначен Бадольо.
- 1944 — Вторая мировая война: началась операция «Кобра» по освобождению северо-западной Франции.
- 1946 — США провели подводный испытательный взрыв атомной установки на атолле Бикини.
- 1947 — в Праге начался I Всемирный фестиваль молодёжи и студентов.
- 1948 — открыто Ромашкинское нефтяное месторождение (Татарстан, РСФСР), одно из самых крупных в мире.
- 1952 — Конгресс США объявил Пуэрто-Рико «добровольно присоединившимся государством».
- 1957 — Национальное собрание Туниса ликвидировало монархию, сместив короля Мухаммада VIII аль-Амина, и провозгласило страну республикой.
- 1959 — в Москве, в Сокольниках, открыта Американская национальная выставка. Ричард Никсон и Никита Хрущёв перерезали белую ленточку и отправились на кухню кафе-шашлычной.
- 1965
  - Зарегистрирован брак Владимира Высоцкого с Людмилой Абрамовой.
  - На фолк-фестивале в Ньюпорте Боб Дилан впервые вышел на сцену с электрогитарой. Поклонники музыканта не поняли его творческих исканий, освистали и согнали со сцены.
- 1968 — издана энциклика o контроле над рождаемостью «Humanae vitae».
- 1971 — катастрофа Ту-104 в Иркутске.
- 1973 — с космодрома Байконур запущена советская межпланетная станция Марс-5.
- 1978 — в английском Олдеме родился первый человек, зачатый в результате искусственного оплодотворения.
- 1980 — австралийская группа AC/DC выпускает альбом Back in Black, ставший в итоге третьим в списке самых продаваемых в мире.
- 1983 — трэш-метал группа Metallica выпускает свой дебютный альбом — Kill ’Em All.
- 1984 — первый выход женщины-космонавта в открытый космос. Светлана Евгеньевна Савицкая вышла в открытый космос с борта орбитальной космической станции «Салют-7».
- 1995 — падение Жепы.
- 2000 — катастрофа сверхзвукового авиалайнера «Конкорд» при вылете из аэропорта «Париж — Шарль-де-Голль».

### XXI век
- 2007 — Пратибха Патил стала первой в истории женщиной, занявшей пост президента Индии.
- 2008 — над Южно-Китайским морем у самолёта Boeing 747-438 компании Qantas взорвался кислородный баллон, что привело к взрывной разгерметизации. Экипаж смог совершить аварийную посадку в аэропорту Манилы.
- 2018 — теракты в Эс-Сувейде на юге Сирии, более 200 погибших. Ответственность взяло на себя «Исламское государство».

## Родились
См. также: Категория:Родившиеся 25 июля

### До XIX века
- 975 — Титмар Мерзебургский (ум. 1018), немецкий церковный деятель и хронист.
- 1109 — Альфонс I Энрикеш (ум. 1185), первый король Португалии (1139—1185).
- 1575 — Кристоф Шейнер (ум. 1650), немецкий астроном и ректор иезуитского коллегиума.
- 1734 — Уэда Акинари, японский поэт и писатель (ум. 1809), автор сборников рассказов «Луна в тумане»[англ.] и «Рассказы о весеннем дожде»[англ.].
- 1789 — Михаил Загоскин (ум. 1852), русский писатель, автор исторических романов-комедий («Юрий Милославский», «Аскольдова могила» и др.).
- 1794 — Николай Муравьёв-Карсский (ум. 1866), русский военачальник, дипломат и путешественник, наместник императора на Кавказе (1854—1856).

### XIX век
- 1831 — Фёдор Блинов (ум. 1902), русский механик-самоучка, предприниматель (заводчик).
- 1844 — Томас Эйкинс (ум. 1916), американский художник, крупнейший в США мастер портрета и жанровых картин.
- 1848 — Артур Бальфур (ум. 1930), 50-й премьер-министр Великобритании (1902—1905).
- 1849 — Пауль Лангерганс (ум. 1888), немецкий анатом и гистолог.
- 1855 — Юлиан Кулаковский (ум. 1919), русский филолог, историк, археолог, знаток Древнего Рима и Византии.
- 1867 — Владимир Ивановский (ум. 1939), российский и советский философ, педагог.
- 1874 — Сергей Лебедев (ум. 1934), химик-органик, академик АН СССР, разработчик метода получения синтетического каучука из этилового спирта.
- 1882 — Пантелеймон Голосов (ум. 1945), русский советский архитектор.
- 1884 — Дэвидсон Блэк (ум. 1934), канадский палеонтолог, открывший останки синантропа.
- 1893
  - Борис Иогансон (ум. 1973), народный художник СССР, представитель соцреализма в живописи.
  - Иван Кочубей (казнён в 1919), герой Гражданской войны в России, красный командир.
- 1894 — Гаврило Принцип (ум. 1918), сербский террорист, чьё покушение на наследника австрийского престола стало поводом Первой мировой войны.
- 1897 — Виктор Ларионов (ум. 1988), участник нападения на Ленинградский партклуб, офицер РОА.

### XX век
- 1905 — Элиас Канетти (ум. 1994), австрийский писатель, лауреат Нобелевской премии (1981).
- 1911 — Пьер Пуйяд (ум. 1979), французский лётчик, в годы Второй мировой войны командир авиаполка «Нормандия — Неман».
- 1927 — Владимир Кузнецов (ум. 2024), советский и российский историк и археолог, доктор исторических наук.
- 1929 — Василий Шукшин (ум. 1974), советский кинорежиссёр, актёр, сценарист, писатель.
- 1931 — Феликс Соболев (ум. 1984), советский кинорежиссёр-документалист.
- 1934 — Клод Зиди, французский кинорежиссёр, обладатель двух премий «Сезар».
- 1935 — Лилиана Алёшникова (ум. 2008), актриса театра и кино, заслуженная артистка РСФСР.
- 1936 — Леонид Левин (ум. 2014), советский и белорусский архитектор, автор мемориального комплекса Хатынь.
- 1938 — Рене Виктор (ум. 2025), американская актриса, танцовщица, хореограф, певица, переводчица, журналистка, телеведущая, телепродюсер и сценарист.
- 1941 — Василий Шандыбин (ум. 2009), российский политик, депутат Госдумы от КПРФ 2-го и 3-го созывов.
- 1948 — Брайан Стэблфорд (ум. 2024), британский писатель жанров научной фантастики, кибер- и стимпанка, фэнтези и хоррора; переводчик с французского, литературный и музыкальный критик, литературовед.
- 1957 — Дэниел Уилер Бурш, американский астронавт, лётчик-испытатель.
- 1958 — Тёрстон Мур, американский музыкант, певец и композитор, участник рок-группы «Sonic Youth», один из лучших гитаристов всех времён.
- 1959
  - Анатолий Оноприенко (ум. 2013), советский и украинский серийный убийца.
  - Фёдор Черенков (ум. 2014), советский и российский футболист.
  - Андрей Харитонов (ум. 2019), актёр театра и кино, режиссёр, сценарист, лауреат Государственной премии УССР (1980).
- 1967 
  - Мэтт Леблан, американский актёр.
  - Магдалена Форсберг, шведская биатлонистка, 6-кратная чемпионка мира, 6-кратная обладательница Кубка мира
  - Венди Ракель Робинсон, американская актриса.
- 1969 — Андрей Рубанов, российский прозаик и кинодраматург.
- 1971 — Мириам Шор, американская актриса театра, кино и телевидения.
- 1972 — Эктор Винент, кубинский боксёр-любитель, двукратный олимпийский чемпион (1992, 1996)
- 1975 — Евгений Набоков, российский хоккеист (вратарь), чемпион мира (2008).
- 1976 — Тера Патрик, американская порноактриса и модель.
- 1979 — Али Картер, английский игрок в снукер.
- 1980 — Наталья Бочкарёва, российская актриса театра и кино, певица, телеведущая.
- 1985 — Шантель ВанСантен, американская актриса и фотомодель.
- 1989 — Жанин Флок, австрийская скелетонистка, призёр чемпионатов мира.
- 1994 
  - Андрей Василевский, российский хоккеист (вратарь), чемпион мира (2014), обладатель Кубка Стэнли (2020).
  - Мэтт Дамба, канадский хоккеист, чемпион мира (2016).
- 1995 — Мария Саккари, греческая теннисистка.

## Скончались
См. также: Категория:Умершие 25 июля

### До XIX века
- 306 — Констанций I Хлор (р. 250), римский император — как Цезарь в 293—305 гг., как Август в 305—306 гг., отец Константина Великого, основатель династии Константинов.
- 1492 — Иннокентий VIII (в миру Джамбаттиста Чибо; р. 1432), 213-й папа Римский (1484—1492).
- 1564 — Фердинанд I (р. 1503), император Священной Римской империи (с 1556).
- 1676 — Франсуа Эдлен, аббат д’Обиньяк (р. 1604), французский драматург, театровед и литературовед.
- 1739 — Бенедетто Марчелло (р. 1686), итальянский композитор, поэт, музыкальный писатель, политический деятель.
- 1794 — казнён Андре Шенье (р. 1762), французский поэт, журналист и политический деятель.

### XIX век
- 1826 — казнены:
  - Михаил Бестужев-Рюмин (р. 1801), декабрист, участник Южного общества;
  - Пётр Каховский (р. 1797), русский дворянин, декабрист, убийца генерала М. А. Милорадовича;
  - Сергей Муравьёв-Апостол (р. 1796), подполковник русской армии, декабрист;
  - Павел Пестель (р. 1793), руководитель Южного общества декабристов;
  - Кондратий Рылеев (р. 1795), русский поэт, общественный деятель, декабрист.
- 1831 — Мария Шимановская (р. 1789), польская пианистка и композитор.
- 1832 — Франтишек Герстнер (р. 1756), чешский физик и инженер, один из первых проектировщиков железных дорог.
- 1834 — Сэмюэл Кольридж (р. 1772), английский поэт и философ.
- 1842 — Доминик Жан Ларрей (р. 1766), французский хирург, участник походов Наполеона.
- 1843 — Чарльз Макинтош (р. 1766), шотландский химик, изобретатель водонепроницаемых плащей (макинтошей).
- 1872 — Грегорио Гутьеррес Гонсалес[исп.] (р. 1826), колумбийский поэт-романтик.
- 1895 — Михаил Бочаров (р. 1831), русский театральный декоратор и живописец.

### XX век
- 1916 — Мария Ульянова (р. 1835), мать революционеров А. И. Ульянова и В. И. Ленина.
- 1934
  - Энгельберт Дольфус (р. 1892), австрийский политический деятель, канцлер Австрии (1932—1934).
  - Франсуа Коти (р. 1874), французский парфюмер и предприниматель.
- 1936 — Генрих Риккерт (р. 1863), немецкий философ-неокантиант.
- 1942 — убит Дмитрий Мирон (р. 1911), украинский националист, идеолог и деятель ОУН(б).
- 1943 — погиб в бою Михаил Силантьев (р. 1918) советский танкист, Герой Советского Союза
- 1946 — Андрей Дмитриев (р. 1878), учёный-растениевод, один из основоположников советского луговодства.
- 1955 — Исаак Дунаевский (р. 1900), композитор, дирижёр, педагог, народный артист РСФСР.
- 1969
  - Иван Винаров (р. 1896), советский разведчик, политический деятель Народной Республики Болгарии.
  - Отто Дикс (р. 1891), немецкий художник-экспрессионист.
- 1972 — Леонид Енгибаров (р. 1935), советский клоун, мим, киноактёр.
- 1980 — Владимир Высоцкий (р. 1938), советский актёр театра и кино, поэт, автор и исполнитель собственных песен.
- 1984 — Владимир Короткевич (р. 1930), белорусский советский писатель.
- 1986 — Винсент Миннелли (р. 1903), американский режиссёр театра и кино, постановщик мюзиклов.
- 1988 — убита Джудит Барси (р. 1978), американская девочка-актриса.
- 1991
  - Лазарь Каганович (р. 1893), советский государственный, хозяйственный и партийный деятель.
  - Игорь Шатров (р. 1918), кинооператор, кинорежиссёр, сценарист, заслуженный деятель искусств РСФСР.
- 1992 — Гунар Цилинский (р. 1931), латвийский актёр театра и кино, кинорежиссёр, сценарист, народный артист СССР.
- 1995 — Владимир Дзурилла (р. 1942), чехословацкий хоккеист, голкипер, трёхкратный чемпион мира.
- 1996 — Микаэл Таривердиев (р. 1931), композитор, народный артист РСФСР.
- 1997 — Борис Новиков (р. 1925), актёр театра и кино, народный артист России, «голос» почтальона Печкина.
- 1999 — Георгий Рерберг (р. 1937), кинооператор, народный артист РСФСР.

### XXI век
- 2003
  - Эрик Бранн (р. 1950), американский музыкант, гитарист рок-группы «Iron Butterfly».
  - Джон Шлезингер (р. 1926), британский кинорежиссёр, лауреат премии «Оскар».
- 2006 — Янка (Иван) Брыль (р. 1917), писатель, классик белорусской литературы.
- 2007 — Лидия Смирнова (р. 1915), актриса театра и кино, народная артистка СССР.
- 2008
  - Михаил Пуговкин (р. 1923), актёр театра и кино, народный артист СССР.
  - Ибрагим Юсупов (р. 1929), Народный поэт Узбекистана и Каракалпакстана, Герой Узбекистана.
- 2014
  - Карло Бергонци (р. 1924), итальянский оперный певец (тенор).
  - Бел Кауфман (р. 1911), американская писательница и педагог, внучка классика еврейской литературы Шолом-Алейхема.
- 2020
  - Питер Грин (наст. фамилия Гринбаум; р. 1946), британский гитарист, основатель группы Fleetwood Mac.
  - Оливия Де Хэвилленд (р. 1916), англо-американская актриса, обладательница двух «Оскаров», двух «Золотых глобусов».
  - Джон Сэксон (урожд. Кармине Оррико; р. 1936), американский актёр итальянского происхождения, кинорежиссёр.
- 2022 — Пол Сорвино (р. 1939), американский актёр (фильмы «Славные парни», «Взрыватель» и др.).
- 2025 — Дуайт Мохаммед Кави (р. 1953), американский боксёр. Чемпион мира в полутяжёлой (WBC, 1981—1983) и 1-й тяжёлой (WBA, 1985—1986) весовых категориях. Включён в Международный зал боксёрской славы (2004).

## Приметы
- На Прокла поле от росы промокло.
- Прокл-плакальщик.
- Пришёл Прокл — зацвела вода.
- Ночь без росы и тумана в низинах предвещает ненастье.
- Сильная утренняя роса — к хорошей погоде.
- Прокловы великие росы — лучшее средство от сглазу и от призору.
- Появление жёлтых листьев на деревьях летом — предвестник ранней осени.
- До Прокла нужно высушить сено грядушками.
- Сильная роса и туман на утро предвещают сухой и жаркий остаток лета[8].